# Archivea
Archivea là một chi thực vật có hoa trong họ Lan.